# Anne Carrette
Anne Carrette (1968) is een Belgische voormalige atlete, die gespecialiseerd was in de sprint. Ze werd driemaal Belgisch kampioene.

## Loopbaan
Carrette werd in 1987 voor het eerst Belgisch kampioene op de 400 m. Twee jaar later volgde een tweede titel op deze afstand. In 1990 werd ze Belgisch kampioene op de 100 m.
Carette begon haar atletiekcarrière bij AC Dilbeek. Ze stapte nadien over naar Olympic Essenbeek Halle en Excelsior Sports Club.

## Belgische kampioenschappen
Outdoor
| Onderdeel | Jaar       |
| --------- | ---------- |
| 100 m     | 1990       |
| 400 m     | 1987, 1989 |

## Persoonlijke records
Outdoor
| Onderdeel | Prestatie | Datum            | Plaats             |
| --------- | --------- | ---------------- | ------------------ |
| 100 m     | 11,72 s   | 9 september 1990 | Naimette-Xhovémont |
| 200 m     | 23,86 s   | 13 mei 1989      | Ninove             |
| 400 m     | 53,82 s   | 29 juli 1989     | Leuven             |

Indoor
| Onderdeel | Prestatie | Datum           | Plaats |
| --------- | --------- | --------------- | ------ |
| 60 m      | 7,57 s    | 23 januari 1993 | Gent   |
| 200 m     | 24,68 s   | 27 januari 1990 | Gent   |

## Palmares

### 100 m
- 1990:  BK AC – 11,72 s
- 1993:  BK AC – 11,85 s

### 200 m
- 1990:  BK AC – 24,27 s
- 1993:  BK AC – 24,04 s

### 400 m
- 1987:  BK AC – 55,60 s
- 1989:  BK AC – 53,82 s